# چلچله گالاپاگوس
چلچله گالاپاگوس (نام علمی: Progne modesta) نام یک گونه از سرده پروکن‌پرستوها است.